# Howhannes Tumanjan

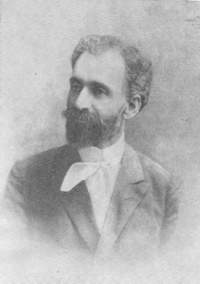
Hovhannes Tumanjan

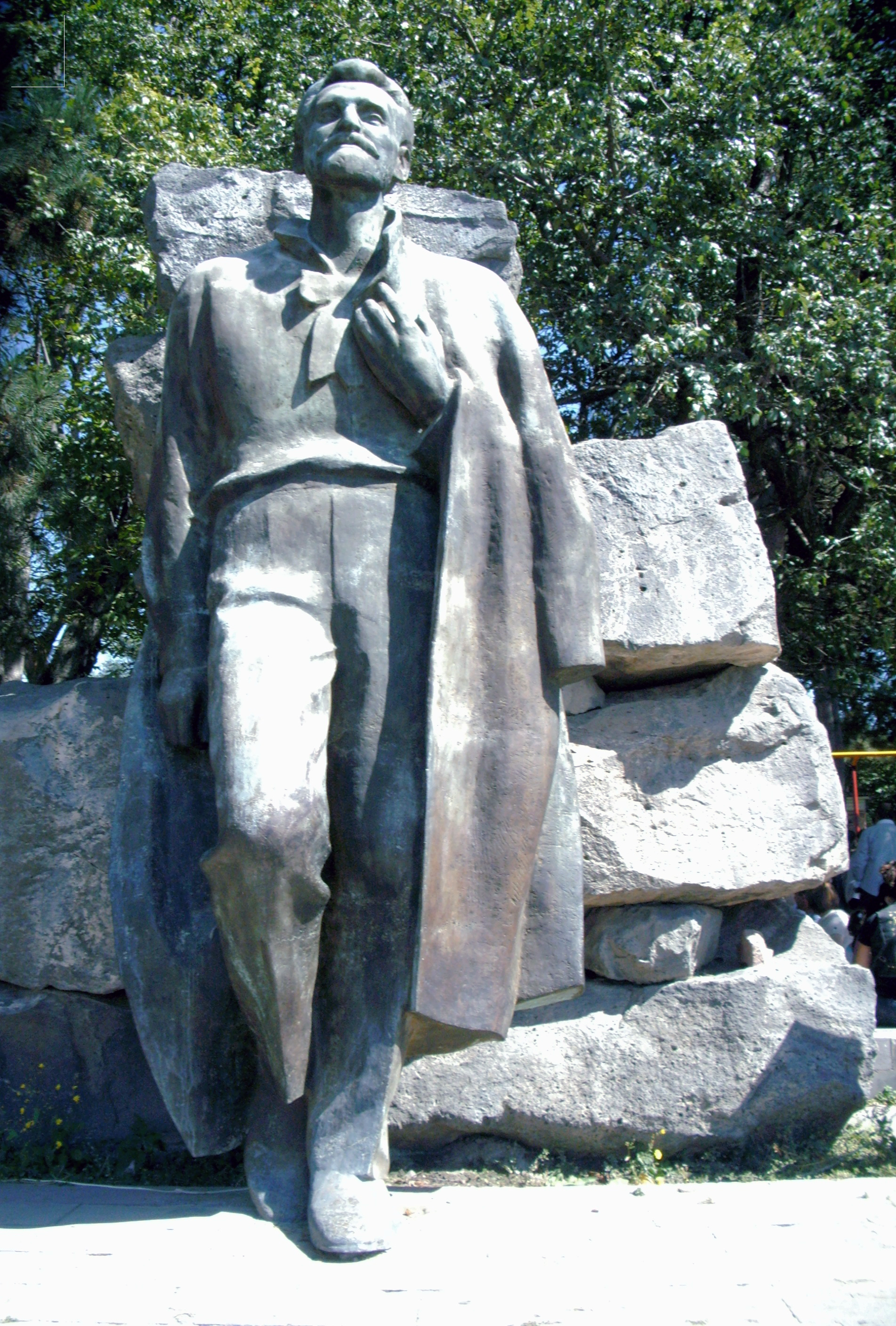
Howhannes Tumanjan (G. Tschubarjan, 1969), Tumanjan-Museum, Dsegh

Howhannes Tumanjan (klassisch armenisch Յովհաննէս Թումանեան, reformiert Հովհաննես Թումանյան; * 19. Februar 1869 in Dsegh, Provinz Lori, Russisches Kaiserreich, heute Armenien; † 23. März 1923 in Moskau) war ein armenischer Dichter und Übersetzer, der Gedichte, Balladen, Märchen, Romane, Fabeln sowie kritische journalistische Artikel schrieb. Sein Werk lässt sich in die Strömung des Realismus einordnen. Er konzentrierte sich in seinen Versen auf das harte Leben in der Provinz Lori. Die städtische Siedlung Tumanjan wurde ihm zu Ehren benannt.
Tumanjans Vater Aslan war ein Priester und entstammte der Prinzenfamilie Tumanischwili, eines Zweigs der königlichen Mamikonjan, das sich im 10. Jahrhundert aus Taron (heute Muş in der Türkei) stammend in Kaukasien niederließ. Howhannes Tumanjan erhielt seine Ausbildung an einer Bekenntnisschule in Dschalaloghly und der Nersisjan-Schule der Stadt Tiflis, wohin er bereits in frühen Jahren zog. Sein erstes Gedicht schrieb er im Alter von 12 Jahren, als er in Dschalaloghly zur Schule ging. Dort hatte er im Haus seines Lehrers gewohnt und sich in dessen Tochter Vergine verliebt.

In Tiflis gründete Tumanjan einen literarischen Zirkel, das sich in der Dachkammer seiner Wohnung traf. Diesem Zirkel gehörten unter anderem Awetik Issahakjan und Levon Schant an. Während der Ausschreitungen 1905 zwischen Armeniern und moslemischen „Tataren“ 1905 wurde Tumanjan als Friedensstifter zwischen beiden Gruppierungen bekannt. Seine Überzeugung für Friedfertigkeit erklärte er in folgendem Vers: 

„Es gibt nur einen Weg der Erlösung; durch Jesus Christus, der in jedem von uns weilt.“

 Im Oktober 1914 trat Tumanjan dem „Komitee zur Unterstützung von Kriegsopfern“ bei, das den Verfolgten des Völkermords an den Armeniern half, sich in Etschmiadsin niederzulassen. Er war mit Olga Matschkaljan verheiratet und hatte 10 Kinder.
Nach Howhannes Tumanjan ist u. a. die Staatliche Universität in Wanadsor benannt.

## Beleg
- Biografie Tumanjans auf armenianhouse.org (englisch)